# Civilization (franquia)
Civilization é uma série de jogos eletrônicos de estratégia baseada em turnos, tendo seu primeiro jogo lançado em 1991. Sid Meier desenvolveu o primeiro jogo da série e deu apenas contribuições criativas para a maioria dos jogos seguintes, e seu nome é geralmente incluído no título formal dos jogos, como "Sid Meier's Civilization VI". Atualmente, foram lançados seis jogos principais na série, vários pacotes de expansão e spin-offs, além de jogos de tabuleiro inspirados na série de jogos eletrônicos. A série é considerada um exemplo do gênero 4X, no qual os jogadores conquistam a vitória de quatro formas: "eXplorar, eXpandir, eXplorar e eXterminar".
Todos os jogos da série compartilham uma jogabilidade similar, centrada na construção de uma civilização em uma macro escala, desde a pré-história até o futuro próximo. A cada turno, o jogador movimenta suas unidades no mapa, constrói ou desenvolve novas cidades e unidades e inicia negociações com outros jogadores, humanos e/ou controlados por inteligência artificial. O jogador também deve escolher tecnologias para pesquisar, que afetam cultural, intelectual e tecnicamente a civilização, e geralmente providem ao jogador construir novas unidade ou desenvolver suas cidades com novas estruturas. Na maioria dos jogos da série, a vitória pode ser alcançada por uma conquista militar mundial, atingir um certo nível de cultura, construir uma nave espacial interestelar, ou atingindo o maior nível de pontuação ao final do jogo, dentre outras formas. Os jogos mais recentes da franquia vem introduzindo conceitos de jogabilidade e vitória baseados em religião, economia e diplomacia. Os jogos têm uma abordagem para cada novo título de modo que contenha um terço dos recursos existentes, outro terço que sejam melhorias do jogo anterior e o terço restante como introdução de novos recursos. Os jogos mais recentes geralmente incluem extensões que são adicionadas ao jogo e muitas vezes se tornará parte dos novos recursos do próximo jogo principal da série.
Alguns problemas associados com o nome Civilization com o jogo de tabuleiro homônimo criado por Francis Treshman.
De acordo com a 2K Games, uma subsidiária da Take-Two, a série acumulou um total de mais de 51 milhões de unidades vendidas até julho de 2023.